# Kościół Katarzyny w Sztokholmie
Kościół Katarzyny w Sztokholmie (szw. Katarina kyrka) – kościół parafialny szwedzkiego kościoła ewangelicko-luterańskiego, należący do parafii Katarzyny, w sztokholmskiej dzielnicy Södermalm przy ulicy Högbergsgatan 15.
Kościół otrzymał imię na cześć księżniczki Katarzyny, matki króla Szwecji, Karola X Gustawa.
Kościół stoi na wzgórzu Katarzyny (szw. Katarinaberget), miejscu szczególnym w historii Sztokholmu i całej Szwecji, tu bowiem spalono ciała ofiar osławionej krwawej łaźni sztokholmskiej. Wielu uważa, że z tego powodu nad miejscem tym ciąży klątwa. Według pewnej legendy wieża kościoła miała być zniszczona dwa razy, co w istocie się stało.
Kościół ma status zabytku sakralnego według rozdz. 4 Kulturminneslagen (pol. Prawo o pamiątkach kultury) ponieważ został wzniesiony do końca 1939 (3 §).

## Historia
Budowę kościoła rozpoczęto w 1656 według projektu francuskiego architekta Jeana de la Vallée (1620-1696). Projektem bardzo interesował się król Karol X Gustaw, który nalegał by świątynia miała wyraźnie zarysowaną nawę główną z ołtarzem i amboną dokładnie pośrodku. Budowa świątyni trwała, z przerwami, trzydzieści dziewięć lat i zakończyła się w 1695 roku. Architekt zmarł w roku następnym.

### Pierwszy pożar 1723
1 maja 1723 kościół spłonął wraz z dużą częścią otaczających go budowli. Zadania odbudowy zniszczonego kościoła podjął się architekt Göran Josuæ Adelcrantz. Odbudowany kościół był budowlą na planie krzyża greckiego. Na przecięciu naw otrzymał wieżę-kopułę opartą na ośmiobocznym bębnie i zakończoną smukłą latarnią z krzyżem. Takie same latarnie, choć nieco mniejsze, stanęły w narożach świątyni wokół bębna. Całkowita wysokość kościoła wyniosła 76 m. Konsekracja świątyni miała miejsce 18 października 1724 roku.

### Drugi pożar 1990

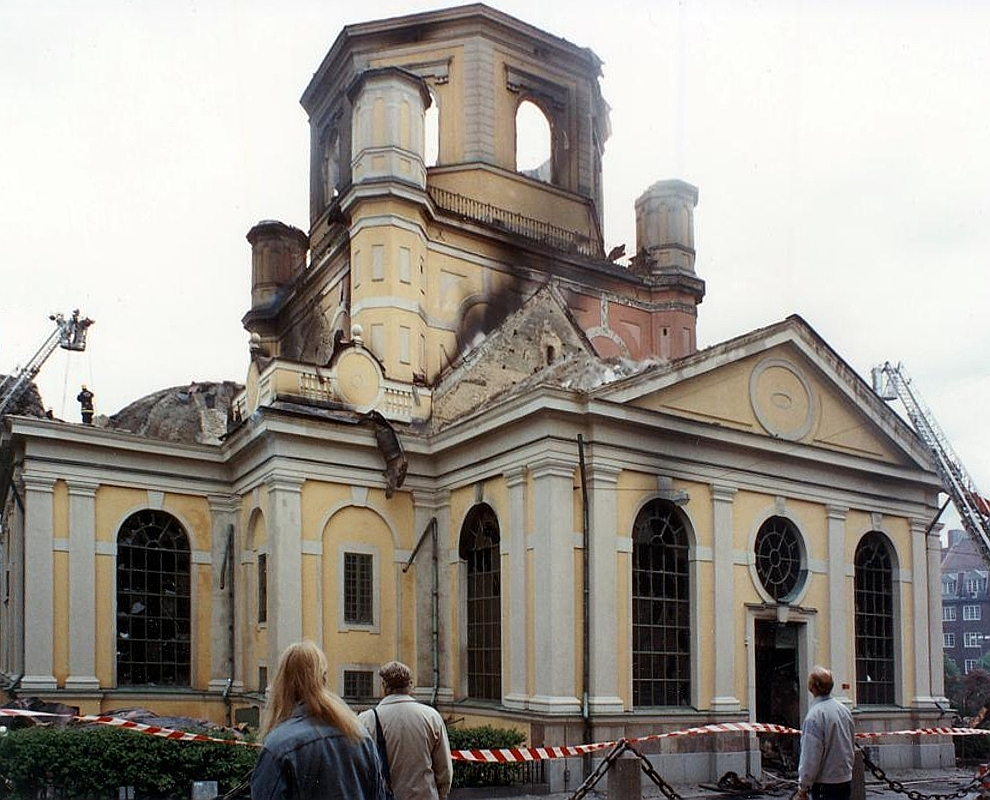
Wypalone mury świątyni

W nocy 17 maja 1990 Kościół Katarzyny spłonął po raz drugi. Kopuła zapadła się do wnętrza budowli, ostały się tylko zewnętrzne mury. Udało się jednak uratować drogocenne szaty i srebra. Pomimo wnikliwego dochodzenia nigdy nie udało się ustalić przyczyny pożaru. Pomimo iż budynek świątyni był ubezpieczony na znaczna sumę, niezbędne okazały się dodatkowe zbiórki funduszy na jej odbudowę. Powołano w tym celu fundację Ratujcie Katarzynę (szw. Stiftelsen Rädda Katarina).
Kościół odbudowano, starając się, w miarę możliwości, zrekonstruować dawną budowlę. Zadanie odbudowy powierzono architektowi Ove Hidemarkowi. Wykonawcy, chcąc jak najlepiej wykorzystać zachowane mury, musieli stosować techniki i materiały budowlane (cegła) wzorowane na tych z XVII wieku.
Do rekonstrukcji budowli użyto m.in. 52 000 ręcznie kutych gwoździ, 120 000 cegieł starego wzoru, 5 ½ tony kory brzozowej, 1600 szyb z ręcznie dmuchanym, barwionym szkłem i 5000 m² blachy miedzianej.
W 1995 kościół został ponownie konsekrowany przez biskupa Henrika Svenungssona. Stoi dokładnie w tym samym miejscu co przed wiekami.
Jego rekonstrukcja kosztowała 270 milionów koron: 145 milionów pokryła firma ubezpieczeniowa, a 125 milionów to datki publiczne.

## Wystrój wewnętrzny

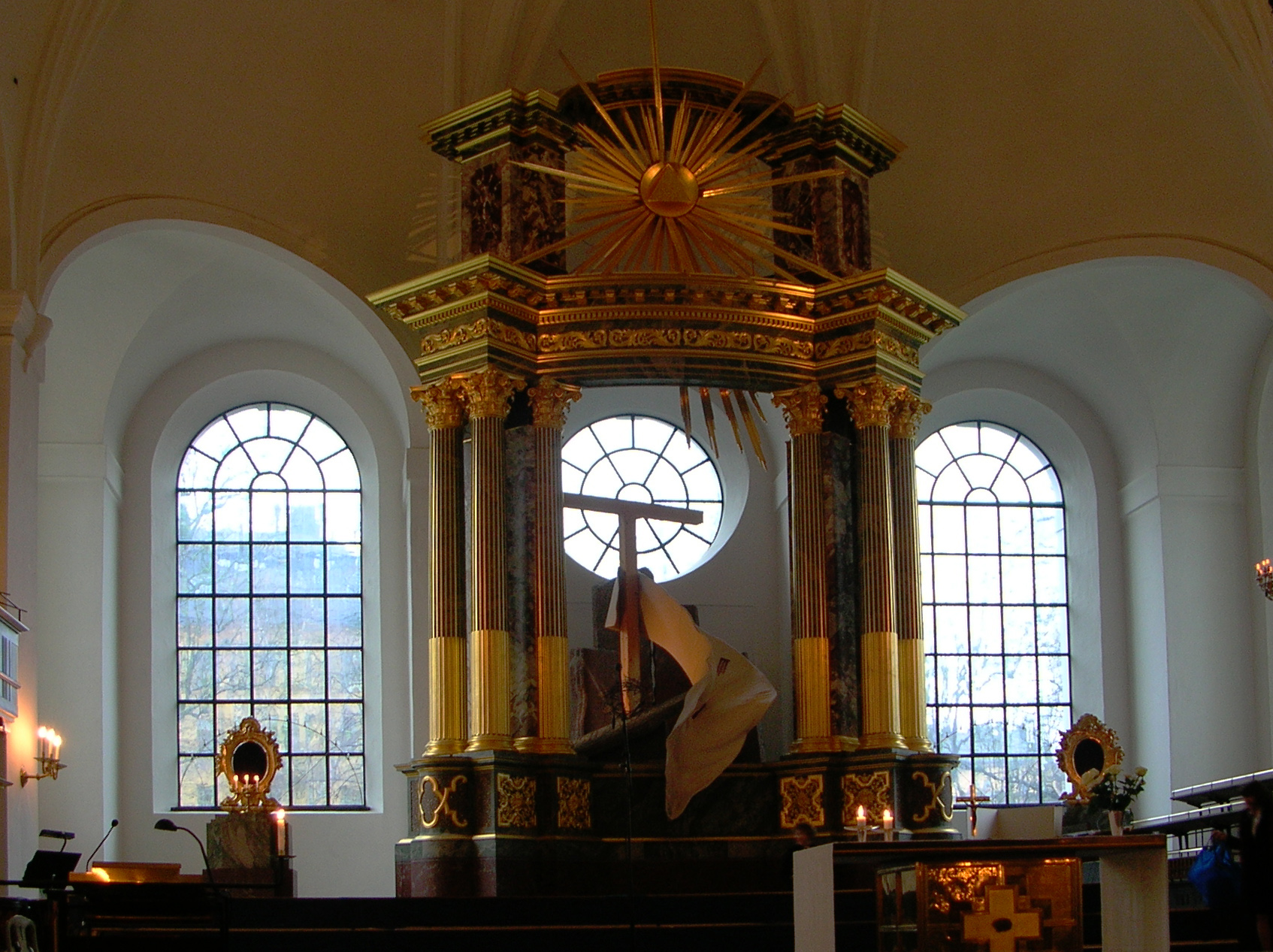
Ołtarz

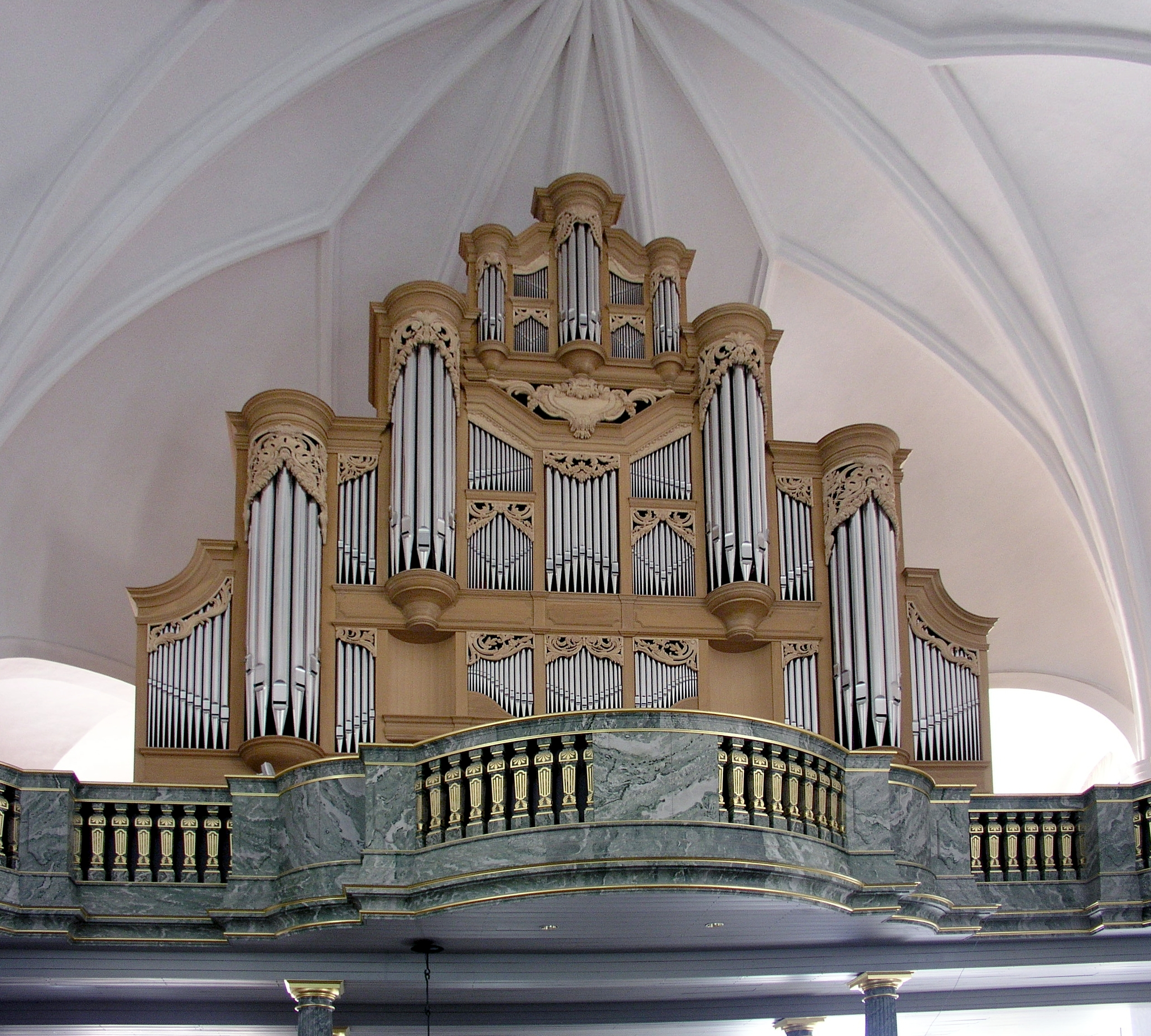
Organy van den Heuvela

### Ołtarz
Ołtarz przedstawiający scenę z Golgoty (krzyż, całun i koronę cierniową) wykonał rzeźbiarz Liss Eriksson, a inskrypcję: „Närvaro genom frånvaro” (pol. „Obecność przez nieobecność”) była autorstwa Kajsa Melanton.

### Organy
- Przed 1690 – Kościół otrzymał małe organy szafkowe (tzw. pozytyw).
- 1751 – Firma Gren & Stråhle zbudowała organy składające się z 30 głosów podzielonych na 2 manuały i pedał, zaopatrzone w 8 miechów.
- 1863 – Per Larsson Åkerman zbudował organy składające się pierwotnie z 25 głosów, a po rozbudowie z 58 głosów rozmieszczonych na trzech manuałach i pedale.
- 1990 – Organy Åkermana z fasadą Grena & Stråhlego spłonęły w pożarze razem z wyposażeniem kościoła.
- 1993 – Zamówiono nowe organy w firmie J.L. van den Heuvel Orgelbouw w Dordrecht w Holandii.
- 2000 – Firma J.L. van den Heuvel dokonała montażu nowych, symfonicznych organów, mających 62 głosy podzielone na 3 manuały i pedał. Dokonano jednocześnie rekonstrukcji spalonej fasady Grena & Stråhlego, choć w uproszczonej postaci. Zrezygnowano z odtworzenia niektórych ornamentów i rzeźb. Traktura nowych organów jest mechaniczna.

## Cmentarz przykościelny
Na przykościelnym cmentarzu spoczywa kilka znanych osobistości ze świata polityki i kultury jak zamordowana szwedzka minister Anna Lindh, popularny piosenkarz pochodzenia holenderskiego Cornelis Vreeswijk czy regent Sten Sture Starszy.